# Gabriel Martínez
Gabriel de Jesús Martínez Miranda (3 luglio 1958) è un ex calciatore colombiano, di ruolo difensore.

## Caratteristiche tecniche
Giocava come difensore laterale sinistro.

## Carriera

### Club
Martínez debuttò in massima serie colombiana nella stagione 1982 con la maglia del Santa Fe: in 5 campionati superò le 130 partite, segnando 4 reti. Dopo aver raccolto 1 presenza nella stagione 1986 Martínez decise di lasciare il Santa Fe: passò pertanto al Junior di Barranquilla. Divenne subito titolare, e giocò 5 tornei con il club tricolore; la sua miglior annata a livello realizzativo fu la stagione 1989: in 41 presenze segnò 8 gol. Nel 1992 venne ceduto all'Unión Magdalena: dopo aver disputato un ultimo campionato in massima serie, Martínez si ritirò.

### Nazionale
Martínez conta una presenza in Nazionale colombiana, ottenuta nel 1991; fu convocato per la Copa América 1991, ma non fu mai impiegato.